# Lang Co
Lang Co (kinesiska: Lang Cuo, 朗错) är en sjö i Kina. Den ligger i den autonoma regionen Tibet, i den sydvästra delen av landet, omkring 370 kilometer väster om regionhuvudstaden Lhasa. Trakten runt Lang Co består i huvudsak av gräsmarker.
Genomsnittlig årsnederbörd är 581 millimeter. Den regnigaste månaden är juli, med i genomsnitt 199 mm nederbörd, och den torraste är mars, med 1 mm nederbörd.